# Cλ指数
{\displaystyle C_{\lambda }}指数 （すぃらむだしすう）は、群集生態学における指数。1959年に森下正明により論文発表がされた。生物の群集の類似度を表す指数の一つで、個体群における分布様式に関する指数である{\displaystyle I_{\delta }}指数の研究を群集に応用したものである。
この指数は次のような式である。
:{\displaystyle C\lambda ={\frac {2\textstyle \sum \limits _{i=1}^{\infty }n_{Ai}n_{Bi}}{(\lambda _{A}+\lambda _{B})N_{A}N_{B}}}}
ここで {\displaystyle \lambda _{A}} と {\displaystyle \lambda _{B}} は、2つの群集AとBにおけるシンプソンの多様度指数であり、たとえば群集Aの標本において採集された対象生物の総個体数を{\displaystyle N_{A}}、{\displaystyle i}番目の種の個体数を{\displaystyle n_{Ai}}とした際に、下記式である。
{\displaystyle \lambda _{A}={\frac {\textstyle \sum \limits _{i=1}^{\infty }n_{Ai}(n_{Ai-1})}{N_{A}N_{Ai-1}}}}